# Cantonul Alzonne
Cantonul Alzonne este un canton din arondismentul Carcassonne, departamentul Aude, regiunea Languedoc-Roussillon, Franța.

## Comune
- Alzonne (reședință)
- Aragon
- Caux-et-Sauzens
- Montolieu
- Moussoulens
- Pezens
- Raissac-sur-Lampy
- Sainte-Eulalie
- Saint-Martin-le-Vieil
- Ventenac-Cabardès
- Villesèquelande